# Foza
Foza är en ort och kommun i provinsen Vicenza i regionen Veneto i Italien. Kommunen hade 690 invånare (2018).